# أدي ديك
أدي ديك (بالإنجليزية: Adi Dick)‏ هو موسيقار نيوزلندي، ولد في 5 يناير 1978.

## وصلات خارجية
- أدي ديك على موقع ميوزك برينز (الإنجليزية)
- أدي ديك على موقع ديسكوغز (الإنجليزية)